# 弦楽四重奏曲第13番 (ベートーヴェン)
弦楽四重奏曲第13番（げんがくしじゅうそうきょくだいじゅうさんばん）変ロ長調 作品130は、ベートーヴェンが作曲した弦楽四重奏曲である。1825年11月に完成された。伝統的に出版順に番号付けされているが、作曲順では本作が14番目に相当し、第15番の次に作曲された。1826年3月にシュパンツィヒ四重奏団によって初演され、1827年の出版時にロシア貴族ニコライ・ガリツィンに献呈された。6楽章からなる。
初演時は終楽章に『大フーガ』が置かれ、50分前後に及ぶ作品だった。ベートーヴェンは後期においてしばしばフーガを好んでおり、本作だけでなくピアノソナタ第29番『ハンマークラヴィーア』、交響曲第9番、ピアノソナタ第31番で用いている。しかし『大フーガ』は大変難解で、初演後にも評価が二分した。結局ベートーヴェンは、友人の助言や出版社からの要請もあって『大フーガ』を切り離し（独立して作品133として出版された）、これとは別の、もっと軽快で小型の終楽章を新たに書き直して出版した。
現代では『大フーガ』に対する理解も進み、ベートーヴェンの当初の意図通りこのフーガを本来の形で終楽章として演奏したり、あるいは新旧のフィナーレを両方取り上げるといった演奏もしばしば行われている。

## 曲の構成
終楽章改作後のものについて記述する。本作は、6楽章で構成されている点で異例の弦楽四重奏曲である。5楽章で構成された第15番の次に作曲されており、さらに規模が拡大していることがわかる。『大フーガ』が差し替えられた改訂後も42分前後と、ベートーヴェンの弦楽四重奏曲の中では最も演奏時間が長い。中間楽章において通例とは逆の舞踊楽章、緩徐楽章という並べ方をするのは交響曲第9番などでも見られたが、本作では中間2楽章の並びがもう一度くり返され、開始楽章、舞踊楽章、緩徐楽章、舞踊楽章、緩徐楽章、終楽章となっている。
第1楽章 Adagio, ma non troppo - Allegro
変ロ長調、序奏つきソナタ形式
瞑想的で荘重な序奏における第1ヴァイオリンの旋律は、この楽章全体の中核をなし、提示部や展開部のつなぎ目でたびたび姿を見せる。
第2楽章 Presto
変ロ短調、三部形式
スケルツォ風の短い楽章。きわめて速く、せわしない音型の密集である。
第3楽章 Andante con moto, ma non troppo. Poco scherzoso
変ニ長調、三部形式
美しい情緒をたたえた緩徐楽章であるが、"ポコ・スケルツォーソ"（ややおどけて）とある通り、民族舞踊曲風のくだけた印象を持つ旋律が特徴で、2度目の緩徐楽章であり崇高なカヴァティーナである第5楽章とは対照的である。
第4楽章 Alla danza tedesca. Allegro assai
ト長調、三部形式
「ドイツ舞曲風」と題されているが、これはレントラーのことである。第2楽章と同じく、次の楽章への橋渡し的な短い楽章となっている。
第5楽章 Cavatina. Adagio molto espressivo
変ホ長調、三部形式
「カヴァティーナ」とは叙情的なアリアを指し、その名の通り非常に美しい旋律を持つ。
第6楽章 Allegro
変ロ長調、ロンド形式
前述の通り、後から差し替えられた楽章。改作前のものとは打って変わって、沸き立つようなリズムと楽しげな主題の楽章であるが、対位法的な部分も少なからず使われている。